# Chư Păh (huyện)
Chư Păh (đọc là chư-pá
) là một huyện cũ nằm ở phía bắc tỉnh Gia Lai, Việt Nam.

## Địa lý
Huyện Chư Păh nằm ở phía bắc của tỉnh Gia Lai, có vị trí địa lý:
- Phía đông giáp huyện Đak Đoa
- Phía tây giáp huyện Ia H'Drai, tỉnh Kon Tum
- Phía nam giáp thành phố Pleiku và huyện Ia Grai
- Phía bắc giáp huyện Sa Thầy, huyện Kon Rẫy và thành phố Kon Tum thuộc tỉnh Kon Tum.

Ngoài ra, chảy dọc theo ranh giới huyện Chư Păh với huyện Sa Thầy của tỉnh Kon Tum là sông Krông B'Lah, phụ lưu của sông Sê San, tại đây có nhà máy thủy điện Yaly. Huyện này còn có chung hồ Biển Hồ với thành phố Pleiku, hồ này nằm trên địa phận các xã Nghĩa Hưng, Chư Đang Ya.

## Hành chính
Huyện Chư Păh có 14 đơn vị hành chính cấp xã trực thuộc, bao gồm 2 thị trấn: Phú Hòa (huyện lỵ), Ia Ly và 12 xã: Chư Đang Ya, Đắk Tơ Ver, Hà Tây, Hòa Phú, Ia Ka, Ia Khươl, Ia Kreng, Ia Mơ Nông, Ia Nhin, Ia Phí, Nghĩa Hòa, Nghĩa Hưng.

## Lịch sử
Sau năm 1975, huyện Chư Păh thuộc tỉnh Gia Lai - Kon Tum, ban đầu có 18 đơn vị hành chính cấp xã, bao gồm 18 xã: Ia Chia, Ia Dêr, Ia Dơk, Ia Dom, Ia Grai, Ia Hrung, Ia Ka, Ia Kênh, Ia Khươl, Ia Kla, Ia Krai, Ia Krêl, Ia Mơ Nông, Ia O, Ia Pếch, Ia Phí, Ia Sao và Nghĩa Hòa.
Ngày 17 tháng 8 năm 1981, chuyển xã Hòa Phú thuộc thị xã Pleiku (nay là thành phố Pleiku) về huyện Chư Păh quản lý.
Ngày 1 tháng 2 năm 1985, thành lập thị trấn Chư Păh-thị trấn huyện lỵ của huyện Chư Păh trên cơ sở tách làng Kép của xã Ia Pếch, làng Blang Yam và 2 hợp tác xã: Thắng Trạch, Thắng Cường của xã Ia Hrung chuyển sang.
Ngày 12 tháng 8 năm 1991, tỉnh Gia Lai được tái lập, huyện Chư Păh thuộc tỉnh Gia Lai, gồm 1 thị trấn Chư Păh và 19 xã: Hòa Phú, Ia Chia, Ia Dêr, Ia Dơk, Ia Dom, Ia Grai, Ia Hrung, Ia Ka, Ia Kênh, Ia Khươl, Ia Kla, Ia Krai, Ia Krêl, Ia Mơ Nông, Ia O, Ia Pếch, Ia Phí, Ia Sao, Nghĩa Hòa.
Ngày 15 tháng 10 năm 1991, chuyển 4 xã: Ia Dơk, Ia Dom, Ia Kla và Ia Krêl sang trực thuộc huyện Đức Cơ.
Huyện Chư Păh còn lại thị trấn Chư Păh và 15 xã: Hòa Phú, Ia Chia, Ia Dêr, Ia Grai, Ia Hrung, Ia Ka, Ia Kênh, Ia Khươl, Ia Krai, Ia Mơ Nông, Ia O, Ia Pếch, Ia Phí, Ia Sao, Nghĩa Hòa.
Ngày 11 tháng 11 năm 1996, Chính phủ ban hành nghị định 70-CP. Theo đó:
- Chuyển 3 xã: Chư Đang Ya, Đắk Tơ Ver, Hà Tây thuộc huyện Mang Yang và 2 xã: Chư Jôr, Nghĩa Hưng thuộc thị xã Pleiku (nay là thành phố Pleiku) về huyện Chư Păh quản lý
- Tách thị trấn Chư Păh (sau đổi tên thành thị trấn Ia Kha) và 9 xã: Ia Sao, Ia Hrung, Ia Krai, Ia Grai (sau đổi tên thành xã Ia Tô), Ia Kênh, Ia O, Ia Dêr, Ia Chia, Ia Pếch để thành lập huyện Ia Grai
- Thành lập thị trấn Phú Hòa (thị trấn huyện lỵ mới của huyện Chư Păh) trên cơ sở 2.600 ha diện tích tự nhiên và 3.079 nhân khẩu của xã Nghĩa Hòa.[8]

Sau khi điều chỉnh, huyện Chư Păh có 12 đơn vị hành chính, gồm thị trấn Phú Hòa và 11 xã: Chư Đang Ya, Chư Jôr, Đắk Tơ Ver, Hà Tây, Hòa Phú, Ia Ka, Ia Khươl, Ia Mơ Nông, Ia Phí, Nghĩa Hòa, Nghĩa Hưng.
Ngày 26 tháng 12 năm 2001, Chính phủ ban hành nghị định 100/2001/NĐ-CP. Theo đó: 
- Thành lập xã Ia Nhin trên cơ sở 3.205 ha diện tích tự nhiên và 3.758 nhân khẩu của xã Ia Ka
- Thành lập xã Ia Ly trên cơ sở 4.844 ha diện tích tự nhiên và 4.570 nhân khẩu của xã Ia Mơ Nông.

Ngày 19 tháng 1 năm 2009, thành lập xã Ia Kreng trên cơ sở điều chỉnh 11.392,64 ha diện tích tự nhiên và 1.343 nhân khẩu của xã Ia Mơ Nông.
Ngày 23 tháng 12 năm 2013, thành lập thị trấn Ia Ly trên cơ sở toàn bộ 4.845,96 ha diện tích tự nhiên và 6.350 nhân khẩu của xã Ia Ly.
Ngày 1 tháng 2 năm 2020, sáp nhập xã Chư Jôr vào xã Chư Đang Ya.
Huyện Chư Păh có 2 thị trấn và 12 xã như hiện nay.

## Kinh tế - xã hội
Huyện giàu tiềm năng về đất đai, tài nguyên, khoáng sản, du lịch và thủy điện. Đất đai trên địa bàn chủ yếu là đất đỏ bazan phù hợp với phát triển các cây công nghiệp dài ngày như: Cà phê, Hồ tiêu, cao su, bời lời...
Nền kinh tế chủ yếu của huyện là nông nghiệp với tổng diện tích gieo trồng hàng năm lên đến gần 22.000ha cây trồng các loại; trong đó, cây công nghiệp dài ngày hơn 11.000ha (chủ yếu là cà phê, cao su, hồ tiêu, bời lời); diện tích đồng cỏ và rừng tương đối lớn thuận lợi phát triển chăn nuôi.
Trên địa bàn huyện có một số cơ sở công nghiệp như: Nhà máy thủy điện Ia Ly (cách Trung tâm huyện 25 km), Nhà máy thủy điện SêSan3 (cách Trung tâm huyện khoảng 52 km), Nhà máy thủy điện Ry Ninh I và Ry Ninh II (cách Trung tâm huyện khoảng 22 – 24 km), Nhà máy Thủy điện Hà Tây (cách trung tâm huyện 30 km), Nhà máy chế biến chè - cà phê (cách Trung tâm huyện khoảng 3 km), Nhà máy sản xuất ximăng, gạch tuy nen, khí êtylen (cách Trung tâm huyện khoảng 1,5 km), Nhà máy luyện cán thép (cách Trung tâm huyện 4 km), Trạm Biến áp 500 Kv Pleiku (cách Trung tâm huyện khoảng 2 km) và đặc biệt trong quá trình phát triển kinh tế-xã hội huyện đã hình thành và xây dựng cụm công nghiệp - tiểu thủ công nghiệp quy mô khoảng 53,19 ha tại địa bàn xã Ia Khươl (cách Trung tâm huyện khoảng 20 km về phía Bắc, cách thành phố Kon Tum (tỉnh Kon Tum) khoảng 10 km), nằm trên Quốc lộ 14; đến nay, đã có 05 đơn vị đầu tư vào cụm công nghiệp, 02 đơn vị lập dự án xin đầu tư xây dựng cơ sở sản xuất, kinh doanh với kinh phí đầu tư hơn 110 tỷ đồng; nhiều doanh nghiệp đã và đang xúc tiến các thủ tục đầu tư chế biến, thu mua nông sản, cà phê, sản xuất gạch bông không nung, kinh doanh vận tải, du lịch, trồng rừng, khai thác khoáng sản, nuôi trồng thủy sản.
Ngoài ra, huyện có tiềm năng lớn về du lịch có thác Công Chúa, nhà máy thủy điện Ia Ly, làng du lịch xã Ia Mơ Nông (làng Phung, làng Kép), núi Một (xã Chư Jôr), núi Chư ĐangYa (xã Chư DangYa), ... là những thắng cảnh thu hút nhiều khách tham quan.
Nhờ khai thác tốt các tiềm năng thế mạnh nên tốc độ tăng trưởng kinh tế bình quân hàng năm hơn 13%. Cơ cấu kinh tế chuyển dịch theo hướng nâng dần tỷ trọng công nghiệp - xây dựng và thương mại - dịch vụ; đến nay, tỷ trọng nông - lâm nghiệp và thủy sản chiếm 42,2%, công nghiệp - tiểu thủ công nghiệp - xây dựng chiếm 36,2%, thương mại - dịch vụ chiếm 21,6%; thu nhập bình quân đầu người 30,77 triệu đồng.
Lĩnh vực văn hóa xã hội có sự khởi sắc, tỷ lệ học sinh ra lớp các bậc học hàng năm đạt trên 98%; toàn huyện có 17 trường học đạt chuẩn quốc gia; các trường học tại các cụm trung tâm đều đã được tầng hóa, cơ sở vật chất ngày càng được đầu tư đáp ứng tốt nhu cầu dạy và học. Đã ban hành Nghị quyết chuyên đề về bảo tồn và phát huy bản sắc văn hóa đồng bào dân tộc Jrai, Bahnar trên địa bàn huyện giai đoạn 2011 - 2015 và định hướng đến năm 2020); có đội cồng chiêng của xã Ia Ka được mời tham gia biểu diễn nhiều nơi trong cả nước; có 72% gia đình đạt gia đình văn hoá, 84% thôn, làng, tổ dân phố đạt thôn, làng, tổ dân phố văn hoá; 100% thôn, làng xây dựng được hương ước; đơn vị văn hoá đạt 95%. Tỷ lệ hộ đói nghèo hiện tại còn 17,68% (theo tiêu chí hiện hành. Làm tốt công tác phòng, chống dịch bệnh, chăm sóc sức khỏe ban đầu, nâng cao chất lượng khám, điều trị bệnh cho nhân dân; tỷ lệ tăng dân số tự nhiên giảm còn 1,2%; tỷ lệ trẻ em suy dinh dưỡng dưới 23%; bình quân một vạn dân có 5 bác sĩ; có 14/15 xã, thị trấn đạt chuẩn quốc gia về y tế. Chăm lo tốt đời sống và giải quyết kịp thời chế độ, chính sách cho người có công.
Hoạt động thương mại – dịch vụ có nhiều khởi sắc, chú trọng việc quy hoạch mạng lưới chợ nông thôn, đã đầu tư xây dựng kiên cố chợ tại các xã: Nghĩa Hưng, Hòa Phú, Ia Nhin, Ia Ly và thị trấn Phú Hòa; chợ thị trấn Phú Hòa bước đầu đã tạo thành trung tâm thương mại trong toàn huyện đáp ứng nhu cầu của nhân dân trên địa bàn. Tiềm năng du lịch bước đầu đã được chú trọng quy hoạch và khai thác. Các dịch vụ ngân hàng, bưu chính, viễn thông tiếp tục phát triển, thị trường vùng nông thôn, vùng sâu, vùng xa ngày càng được mở rộng, việc trao đổi, mua bán hàng hóa nông sản, cung ứng vật tự, nguyên, nhiên liệu và hàng tiêu dùng thực phẩm thiết yếu ngày càng đáp ứng đa dạng hơn.

## Thắng cảnh
Trên địa bàn của huyện có núi lửa Chư Đang Ya, Biển Hồ, thác Công Chúa, nhà máy thủy điện IaLy, làng du lịch xã Ia Mnông là những thắng cảnh thu hút nhiều khách tham quan.
Ngoài ra nơi đây còn có những vườn cao su, đồi chè cà phê bạt ngàn. Hàng thông lâu năm tại xã Nghĩa Hưng cũng là địa điểm mà các bạn trẻ hay lui tới.
Chùa Bửu Minh cũng là một địa điểm quen thuộc của người dân quanh vùng. Với lịch sử lâu đời bậc nhất Gia Lai.

## Giao thông
Đường quốc lộ 14 chạy qua giữa huyện theo hướng Bắc Nam, từ Thành Phố Kon Tum tỉnh Kon Tum, qua thị trấn Phú Hòa, sang thành phố Pleiku. quốc lộ 19 nối giữa Pleiku và Quy Nhơn
Đây cũng là địa phương có dự án Đường cao tốc Ngọc Hồi – Pleiku đi qua đang được triển khai đầu tư xây dựng.